# 艾布·達吾德聖訓集
《艾布·達吾德聖訓集》（阿拉伯语：‎）是六大聖訓集之一，由艾布·達吾德收集。

## 概述
艾布·達吾德搜集了500,000段聖訓，但僅有4,800段收錄在聖訓集裡。遜尼派把《艾布·達吾德聖訓集》視為是六大聖訓集裡效力排在第四位的聖訓集。
艾布·達吾德花了20年的時間搜集及編纂聖訓，他的聖訓集被學者穆罕默德·祖白爾·西迪爾稱為「包含所有法律典故，這些典故是伊斯蘭儀式和法律的基石，並且附上了清晰的注釋，說明這些典故的可信性和價值」，「被普遍視為是分類聖訓類別當中最重要的著作」。

## 內容
《艾布·達吾德聖訓集》收錄了許多在《布哈里聖訓實錄》及《穆斯林聖訓實錄》有所敘述的聖訓，亦包含在這兩部聖訓集裡找不到的傳說。雖然當中一些聖訓的可信性備受質疑，但艾布·達吾德在聖訓集裡有加以區分。
艾布·達吾德知道有互相矛盾的聖訓，他在聖訓集裡提到：「如果有兩份有關先知的記載互相矛盾，應調查他的門徒採納哪一種說法。」他又在寫給麥加人民討論《艾布·達吾德聖訓集》的信函上寫道：「我在我的著作裡會解釋那些存有嚴重缺失的聖訓，這些聖訓沒有可信的傳承軸。如果我沒有給予任何解釋，那麼有關的聖訓就是信實可靠的，有一些聖訓會比另一些更可靠。」他在該信函上提道，當「篩漏聖訓」（傳承過程不完整的聖訓）與「支承聖訓」（每一位轉述者都從上一位轉述者聽取的聖訓，一直可追溯至穆罕默德）不構成衝突而又找不到相關「支承聖訓」的情況下，「篩漏聖訓」亦可視為可靠，但可信性不及「眾傳聖訓」（傳承過程完整、但僅可追溯至先知門徒或他們的繼承者）。

## 評注
《艾布·達吾德聖訓集》被翻譯成多種語言。澳大利亞伊斯蘭圖書館有11部相關的評注是用阿拉伯語、烏爾都語及印尼語書寫。

## 外部連結
- 阿拉伯語维基文库中与本条目相关的原始文献：艾布·達吾德聖訓集
- （英文）英語、烏爾都語、阿拉伯語及印尼語譯本和評注 （页面存档备份，存于）
- （英文）艾布·達吾德聖訓集英語譯本